# Papežský almužník
Papežský almužník nebo také almužník Jeho Svatosti je člen papežské domácnosti pověřený rozdělováním almužen. 
Úřad je historicky doložen již v 6. století a zpočátku jej zastával jáhen, od 12. století pak arcibiskup. Od roku 2013 je papežským almužníkem, tedy představeným Úřadu apoštolské charity, Mons. Konrad Krajewski.